# Parafia św. Faustyny w Słupsku
Parafia pw. św. Faustyny Kowalskiej w Słupsku – rzymskokatolicka parafia należąca do dekanatu Słupsk Zachód, diecezji koszalińsko-kołobrzeskiej, metropolii szczecińsko-kamieńskiej. 

## Historia
Została utworzona dekretem z dnia 10 sierpnia 1993 r. przez biskupa Czesława Domina. Położona jest w dzielnicy Zatorze.

### Kościół parafialny
Kościół pw. św. s. Faustyny Kowalskiej w Słupsku